# Località Spighe Verdi (2019)
Elenco delle 42 località italiane insignite del riconoscimento Spighe Verdi dalla FEE Italia per l'anno 2019.

## Distribuzione per regione
| Regione             | Spighe Verdi | Differenza 2018 |
| ------------------- | ------------ | --------------- |
| Marche              | 6            | Stabile         |
| Piemonte            | 6            | 5               |
| Toscana             | 6            | 1               |
| Campania            | 5            | Stabile         |
| Puglia              | 4            | 1               |
| Lazio               | 4            | 2               |
| Abruzzo             | 3            | 1               |
| Veneto              | 3            | Stabile         |
| Calabria            | 1            | Stabile         |
| Liguria             | 1            | Stabile         |
| Sicilia             | 1            | Stabile         |
| Trentino-Alto Adige | 1            | 1               |
| Umbria              | 1            | Stabile         |
| Totale              | 42           | 11              |

## Dettaglio località

### Abruzzo
| N. | Provincia | Località             |
| -- | --------- | -------------------- |
| 1  | Teramo    | Tortoreto            |
| 2  | Teramo    | Giulianova           |
| 3  | Teramo    | Roseto degli Abruzzi |

### Calabria
| N. | Provincia | Località   |
| -- | --------- | ---------- |
| 4  | Cosenza   | Trebisacce |

### Campania
| N. | Provincia | Località       |
| -- | --------- | -------------- |
| 5  | Napoli    | Massa Lubrense |
| 6  | Salerno   | Positano       |
| 7  | Salerno   | Agropoli       |
| 8  | Salerno   | Ascea          |
| 9  | Salerno   | Pisciotta      |

### Lazio
| N. | Provincia | Località           |
| -- | --------- | ------------------ |
| 10 | Roma      | Canale Monterano   |
| 11 | Roma      | Anguillara Sabazia |
| 12 | Latina    | Pontinia           |
| 13 | Latina    | Gaeta              |

### Liguria
| N. | Provincia | Località |
| -- | --------- | -------- |
| 14 | Genova    | Lavagna  |

### Marche
| N. | Provincia       | Località      |
| -- | --------------- | ------------- |
| 15 | Pesaro e Urbino | Mondolfo      |
| 16 | Ancona          | Numana        |
| 17 | Macerata        | Matelica      |
| 18 | Macerata        | Montecassiano |
| 19 | Macerata        | Esanatoglia   |
| 20 | Ascoli Piceno   | Grottammare   |

### Piemonte
| N. | Provincia   | Località            |
| -- | ----------- | ------------------- |
| 21 | Torino      | Pralormo            |
| 22 | Cuneo       | Alba                |
| 23 | Cuneo       | Santo Stefano Belbo |
| 24 | Cuneo       | Vicoforte           |
| 25 | Asti        | Canelli             |
| 26 | Alessandria | Volpedo             |

### Puglia
| N. | Provincia             | Località     |
| -- | --------------------- | ------------ |
| 27 | Taranto               | Castellaneta |
| 28 | Brindisi              | Ostuni       |
| 29 | Brindisi              | Carovigno    |
| 30 | Barletta-Andria-Trani | Andria       |

### Sicilia
| N. | Provincia | Località |
| -- | --------- | -------- |
| 31 | Ragusa    | Ragusa   |

### Toscana
| N. | Provincia | Località                  |
| -- | --------- | ------------------------- |
| 32 | Siena     | Castellina in Chianti     |
| 33 | Livorno   | Bibbona                   |
| 34 | Livorno   | Castagneto Carducci       |
| 35 | Firenze   | Fiesole                   |
| 36 | Grosseto  | Massa Marittima           |
| 37 | Grosseto  | Castiglione della Pescaia |

### Trentino Alto-Adige
| N. | Provincia | Località |
| -- | --------- | -------- |
| 38 | Trento    | Cavareno |

### Umbria
| N. | Provincia | Località   |
| -- | --------- | ---------- |
| 39 | Perugia   | Montefalco |

### Veneto

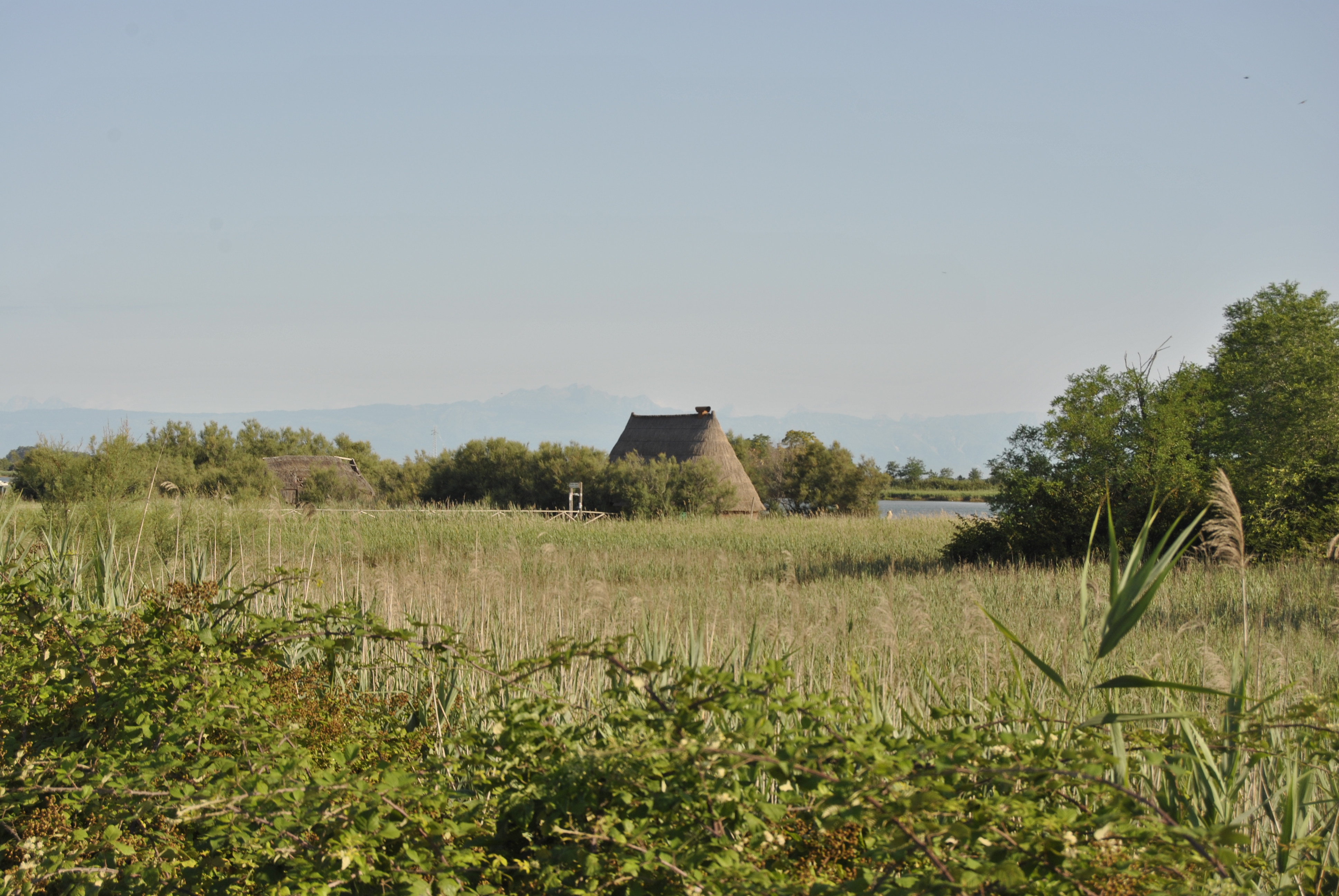
Casoni di Caorle

| N. | Provincia | Località    |
| -- | --------- | ----------- |
| 40 | Venezia   | Caorle      |
| 41 | Padova    | Montagnana  |
| 42 | Rovigo    | Porto Tolle |